# Ковалёв, Николай Петрович
Никола́й Петро́вич Ковалёв (14 мая 1954, Калинин) — советский гребец-каноист, впоследствии тренер по гребле на байдарках и каноэ, спортивный функционер. Как спортсмен дважды побеждал на первенствах СССР, был обладателем Кубка СССР, мастер спорта международного класса. Как тренер подготовил многих талантливых гребцов, признан заслуженным тренером России. Является директором тверской школы высшего спортивного мастерства.

## Биография
Николай Ковалёв родился 14 мая 1954 года в Калинине. Активно заниматься греблей начал по примеру старших братьев в возрасте девяти лет, сначала проходил подготовку под руководством мастера спорта Леонида Каталымова, позже тренировался у заслуженного тренера РСФСР Анатолия Цветкова. Первого серьёзного успеха добился в 1973 году на международных соревнованиях в Румынии, когда с одиночным каноэ одержал победу на десятикилометровой дистанции. За это достижение по итогам сезона признан мастером спорта международного класса. В общей сложности он три раза становился чемпионом и обладателем Кубка СССР, неоднократно побеждал и попадал в число призёров на первенствах РСФСР. Защищал честь страны на мировых первенствах 1974 и 1975 годов в Мексике и Югославии соответственно.
После завершения спортивной карьеры в 1981 году Ковалёв окончил Волгоградский государственный институт физической культуры (ныне Волгоградская государственная академия физической культуры) и устроился работать тренером по гребле на байдарках и каноэ в калининскую детско-юношескую спортивную школу «Спартак». За долгие годы тренерской деятельности подготовил многих талантливых спортсменов, в том числе шестнадцать мастеров спорта СССР и России, четырёх мастеров спорта международного класса и одного заслуженного мастера спорта — своего сына Игната, добивавшегося побед на чемпионатах Европы и мира. Удостоен почётного звания «Заслуженный тренер России».
В начале 2000-х годов Николай Ковалёв возглавил федерацию гребли на байдарках и каноэ Тверской области, занимался развитием и пропагандой гребного спорта, добившись и здесь немалых успехов — в этот период в тверской гребле появились такие выдающиеся чемпионы как Алексей Волконский, Илья Первухин, Юрий Постригай. В настоящее время занимает должность директора областного центра спортивной подготовки «Школа высшего спортивного мастерства». В 2014 году по случаю 60-летнего юбилея и за большой вклад в развитие города Твери и всей области награждён Знаком губернатора «Во благо земли Тверской» и Благодарностью главы города.